# Александр Броньяр
Александр Броньяр (5 лютого 1770 — 7 жовтня 1847) — французький хімік, мінералог, геолог, палеонтолог і зоолог, який співпрацював з Жоржем Кюв'є над дослідженням геології регіону навколо Парижа. Спостерігаючи за складом скам'янілостей, а також літологією в послідовностях, він класифікував третинні формації та був відповідальним за визначення геологічних досліджень 19 століття як предмета науки шляхом зібрання спостережень та класифікацій.
Бронньяр також був засновником Національного музею кераміки Севр (Musée national de Céramique-Sèvres), будучи директором Севрської порцелянової фабрики з 1800 по 1847 рік.

## Життєпис
Він народився в Парижі, син архітектора Александра-Теодора Броньярта та батько ботаніка Адольфа-Теодора Броньярта.
У 1788 році він став співзасновником Французького філоматського товариства Парижа.
У 1797 році він став викладачем природничої історії в Центральній школі Чотирьох Націй, а в 1822 році — професором мінералогії в Музеї природничої історії в Парижі.
У 1800 році міністр внутрішніх справ Наполеона Люсьєн Бонапарт призначив його директором відновленої порцелянової мануфактури в Севрі, де він обіймав цю посаду до смерті. Молодий чоловік обійняв цю посаду, поєднуючи свою освіту вченого, особливо гірничого інженера, що має відношення до хімії кераміки, свої управлінські таланти та фінансову кмітливість, а також своє розвинене розуміння неокласичної естетики. Він залишався керуючим Севром, незважаючи на зміни режимів, протягом 47 років.
Бронньяр запровадив нову класифікацію рептилій і написав кілька трактатів з мінералогії та керамічного мистецтва. Він також провів велике дослідження трилобітів і зробив новаторський внесок у стратиграфію, розробивши палеонтологічні маркери для датування пластів.
Він був обраний членом Американського філософського товариства в 1819 році та іноземним членом Королівської шведської академії наук у 1823 році.

## Праці
У молодому віці Броньяр зосередився на вивченні рептилій та опублікував «Есе про природну класифікацію рептилій» у 1800 році, в якому він порівняв анатомію рептилій, щоб класифікувати їх у різні групи. Чотири класифікації були Chelonia, Sauria, Ophidia та Batrachia. Однак, хоча він класифікував Batrachia як підклас Reptilia, Броньяр помітив величезну різницю в анатомії Batrachia порівняно з рештою класу. Цю проблему вирішив у 1804 році П'єр Латрейль, замінивши Batrachia класом під назвою Amphibia, а решту групи Reptilia було збережено. Таким чином, Batrachia — єдина група, яка більше не визнається рептиліями, оскільки вони є земноводними.

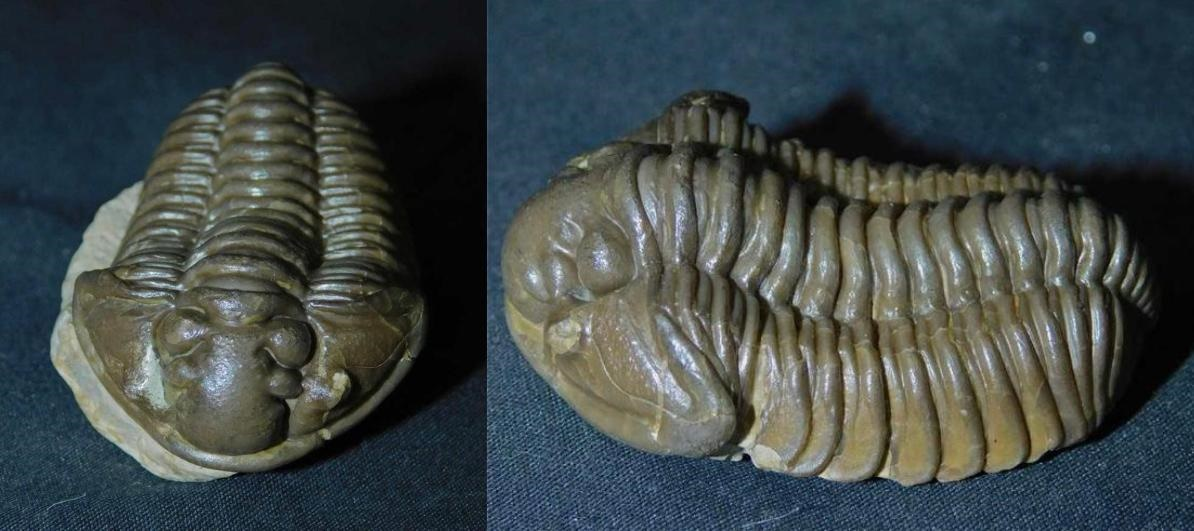
Силурійський трилобіт Calymene blumenbachii Brongn.; Броньяр у Демаре, 1817. З вапнякової формації Мач-Венлок, гомерівський ярус, серія Венлок, Дадлі, Західний Мідлендс, Велика Британія.

Найзначнішою геологічною роботою Броньярта була робота «Дослідження мінералогічної географії околиць Парижа» у співпраці з Жоржем Кюв'є щодо досліджень геології навколо Парижа в 1811 році. У той час Кюв'є намагався з'ясувати періоди, з яких походять скам'янілості, та реконструювати вимерлих ссавців на основі періодів, з яких вони походять. У своїй статті «Дослідження мінералогічної географії околиць Парижа» було визначено дев'ять формацій, які утворилися протягом дуже тривалого періоду часу. Формації, починаючи з найдавнішої, називалися Chalk (крейдяна), Argile Plastique (пластична формація), Calcaire grossier (гроссійний калькарій), Calcaire silicieux (кремнієвий калькарій), Formation gypseuse (гіпсова формація), Sabels et Gres marins (морські рештки), Gres sans coquilliers (безкостний калькарій), Terrain d'eau douce (блакитна поверхня) та Limon d'aterrissement (лимонний калькарій). Броньяр виявив, що деякі шари містять скам'янілості морських молюсків, а деякі — скам'янілості прісноводних молюсків. Він використав чергування цих морських і прісноводних шарів, щоб спростувати теорію про те, що шари відкладаються внаслідок зменшення океану. Стаття була вперше прочитана публіці в квітні 1808 року, але була продовжена в червні 1808 року, а пізніше в 1811 році. Вони були одними з перших людей, які вивчали Землю за її скам'янілостями, а не покладалися на характеристики гірських порід. Під час співпраці вони також знайшли докази проти нептунізму Авраама Вернера. Результати спонукали Кюв'є до створення теорія катастрофізму|теорії катастрофізму.
Ще одним значним внеском у стратиграфію було використання вмісту скам'янілостей у шарах, які він досліджував у Парижі, для ідентифікації шарів в інших місцях, а не глибини чи літології, оскільки не можна очікувати, що гірські породи матимуть точно такі ж характеристики чи глибину, якщо вони відкладалися за різних умов.
У 1822 році Броньяр опублікував перше повноцінне дослідження трилобітів, в якому він класифікував різновиди з Європи та Північної Америки та спробував згрупувати їх за віком. Ця робота сприяла пізнішій роботі зі стратиграфії палеозою.
Перебуваючи в Севрі, він розробив математичну формулу для визначення вмісту сухої речовини в керамічних шликерах; вона стала відомою як формула Броньяра.
- Essai d'une classification naturelle des reptiles (1800)[12]
- Mémoires de l'Institut de France (1806)[12]
- Traité Élémentaire de Minéralogie (1807)[12]
- Essai sur la géographie minéralogique des environs de Paris (1811)
- Annales du Museum d'Histoire Naturelle (1811)[12]
- Mémoires de l'Institut Impérial de France (1811)[12]
- Sur les terrains qui paraissent avoir été formés sous l'eau douce (1810)[12]
- Histoire naturelle des crustacés fossiles, sous les rapports zoologiques et géologiques (1822)[12]
- Mémoire sur les terrains de sédiment supérieurs calcaro-trappéens du Vicentin, et sur qui peuvent se rapporter à la même époque (1823)[12]
- Classification et caractères minéralogiques des roches homogènes et hétérogènes (1827)[12]